# Sathya Sai Baba
Sathya Sai Baba (Puttaparti, Imperio de la India, Imperio británico; 23 de noviembre de 1926-Puttaparti, India; 24 de abril de 2011) fue un gurú indio.

## Biografía
Su nombre real fue Sathya Narayana Rayu Ratnakara, సత్య సాయి బాబా en escritura télugu.
Nació en 1926, en una humilde familia campesina, hijo de Peddavenkama Rayu y Eswaramma, pertenecientes a la casta Rayu, con el apellido Ratnakara, en el remoto pueblo de Puttaparthi, en el distrito de Anantapur, estado de Andhra Pradesh.
Según una biografía oficial de cuatro volúmenes, escrita por el devoto Narayana Kasturi a partir de conversaciones con el propio Sai Baba, poco después de nacer, encontraron una cobra en las sábanas de su cuna. Esto habría mostrado a sus padres que él era Ananta Shesha —el que está acostado sobre la serpiente Shesha— un avatar del dios Visnú.
El escritor Arnold Schulman, autor de la biografía Baba publicada en 1971, expone en ella otra versión de esta historia, basándose en los dichos de la hermana de Rayu, quien declaró que la serpiente se vio varias horas después, fuera de la casa.Schulman escribió que «por cada episodio de la infancia de Baba, hay incontables versiones» y que no le era posible separar los hechos reales de los mitos.
Según Kasturi y Sathya Sai Baba mismo, cuando tenía 8 años de edad le gustaba componer bhayans. A los ocho años, comenzó la escuela primaria figurando como Sathia Narayana Rayu en el registro de la escuela de Bukkapatnam. Después ingresó a la escuela secundaria en Uravakonda. 
El 8 de marzo de 1940 Sathia Narayana Rayu empezó a mostrar un comportamiento extraño, como si hubiera sido picado por un escorpión. Perdió el conocimiento y al recuperarlo había cambiado su conducta de tal modo que sus padres se preocuparon: no quería comer, se quedaba en silencio largo tiempo, recitaba antiguos shlokas o hablaba acerca de las escrituras sagradas hindúes. A pedido de su familia, regresó en junio a la escuela secundaria de Uravakonda. En mayo se proclamó la reencarnación del faquir musulmán y santo hindú Sai Baba de Shirdi (c. 1838-1918), y consecuentemente adoptó el nombre Sai Baba.
Según Kasturi, el 20 de octubre de 1940, a la edad de 14 años, Satia Narayana Rayu tiró sus libros y anunció: «Mis devotos están llamándome. Tengo mi trabajo». Pasó los tres días siguientes bajo un árbol en el jardín de un funcionario inspector (oficial del Gobierno) y mucha gente se reunió a su alrededor. Les enseñó a cantar bhajans que alababan a varios dioses hindúes, y a sí mismo. Clamó ser el avatar para nuestra era, es decir una encarnación divina enviada a la Tierra para provocar la renovación espiritual, y desde entonces mantuvo de manera insistente esta posición.
En 1944 se construyó cerca del pueblo un mandir para los seguidores de Sathya Sai Baba que se llama el «mandir viejo» ahora. La construcción de Prashanthi Nilayam, el áshram actual, se empezó en 1948.
En 1958 se inauguró Sanathana Sarathi, la revista oficial de sus seguidores.
A finales de los años sesenta, buscadores espirituales occidentales empezaron a ser atraídos a él, convirtiéndolo en muy popular.
Baba ha viajado solo una vez fuera de India para visitar al dictador Idi Amin en Uganda en 1968.
Sathya Sai Baba tuvo dos hermanos: uno mayor (Seshama Rayu) y otro más joven (R. V. Yanaki Ramaiah), ambos ya fallecidos.
El 28 de marzo de 2011 fue ingresado en el Instituto de Medicina Sri Sathya Sai, de la localidad de Puttaparti, aquejado de neumonía. Le fue puesto un marcapasos para regular la actividad coronaria. Durante abril, recibió respiración asistida para succionar la secreción de los pulmones. También había estado bajo terapia renal, para que sus riñones funcionaran.
El 24 de abril de 2011, a las 7:40 (hora de India), falleció a los 85 años de edad de un paro cardiorrespiratorio.

## Obra social
El 23 de noviembre de 1950 se inauguró el áshram que sus seguidores construyeron cerca de su pueblo natal y que es conocido como Prashanti Nilayam (la morada de la paz suprema).
Actualmente hay dos más: uno en Kodaikanal y otro en Withefield.
Este centro se ha convertido en un lugar de peregrinación y culto para los seguidores de Sai Baba y es el lugar donde Sathia Sai Baba se reunía habitualmente con sus devotos.
Gracias a Sai Baba se han instalado 2250 km de tuberías, y se han construido tanques para suplir con agua potable a miles de personas en 732 poblados del sur de India.

## Creencias de sus seguidores
Los seguidores de Sai Baba creen que él tenía poderes sin límite, que trascendían la experiencia mundana y científica, pero que por humildad se niega a mostrarlos. Además, consideran que con sus enseñanzas logran ser mejores personas, tolerantes de cualquier credo y manifestación divina, ya que su principal enseñanza es poder ver a Dios en todas las cosas y en todos los seres.
Pese a que Sai Baba se consideraba un avatar, sus enseñanzas ―según afirman sus seguidores― no incluían la creación de una nueva secta.
En un tríptico de la Organización Sri Sathya Sai puede leerse:

Yo he venido a encender la lámpara del amor en sus corazones, para hacer que cada día ilumine con renovado brillo. Yo no he venido en nombre de ninguna religión. Yo no he venido en ninguna misión de publicidad para ninguna secta, credo o causa; ni he venido a reclutar seguidores para ninguna doctrina. Yo no tengo planes de atraer discípulos ni devotos a mi causa o a ninguna causa. Yo he venido a hablarles de esta fe unitaria, de este principio espiritual, de este camino de amor, de esta virtud de amor, de este deber de amor, de esta obligación de amar.
Sai Baba

## Seguidores
Hay unos 1200 centros y grupos Sai Baba en 110 países de todo el mundo. Respecto al número de seguidores y devotos, hay varias estimaciones:
- Según Beyerstein (1992: 3; escéptico) habría 6 millones de seguidores en todo el mundo.
- Según Riti & Theodore (1993: 31) serían 30 millones.
- Según Sluizer (1993: 19) serían 70 millones
- Según Van Dijk (1993: 30; seguidor de Sai Baba) de 50 a 100 millones.

Sai Baba ha declarado repetidamente ser la reencarnación del santo Sai Baba de Shirdi (c. 1838-1918), quien a su vez declaraba ser una reencarnación del dios Shivá o del sabio Datatreia (antiguo sabio mítico, quien a su vez declaraba ser la encarnación simultánea de los dioses Brahmá, Visnú y Shivá.

## Avatar (encarnación de Dios)
Desde los 14 años de edad, Sai Baba ha comunicado que es el avatar para esta era.
En 1963, durante un discurso, Baba declaró ser una reencarnación combinada del dios Shivá y de la diosa Shakti. También dijo que Sai Baba de Shirdi había sido una encarnación de Shivá y que su reencarnación futura, Prema Sai Baba, sería una reencarnación de la diosa Shakti. Repitió esta afirmación públicamente en 1976. Su biografía dice que Prema Sai Baba nacerá en el estado de Mysore.
En 1960, Sai Baba dijo que estaría en esta forma humana mortal durante otros 59 años (hasta 2019).
Según un libro de 1984, Sai Baba señaló: «En este cuerpo no me pondré viejo o débil como en mi antiguo cuerpo».
Sin embargo, en 2003 Michael Goldstein (oficial de la Sathya Sai Organisation) informó que Baba había sufrido un accidente que le dañó la cadera.
Desde 2005 estuvo confinado a una silla de ruedas para poder movilizarse.
Se informó que su salud quebrantada lo forzó a hacer menos apariciones públicas.

## Controversia

### Abusos sexuales
Sai Baba ha estado rodeado de denuncias de abuso sexual, engaño, asesinatos y delitos financieros. Un documental de la BBC nota que tales controversias han persistido durante al menos 30 años. De acuerdo con la BBC, «La escala del abuso ha causado alarma en todo el mundo. Los gobiernos de todas partes del mundo están profundamente preocupados y están comenzando a tomar acciones, advirtiendo a sus ciudadanos acerca de Sai Baba» El sitio web de la embajada estadounidense en Delhi ―refiriéndose directamente a Sai Baba― advierte a los ciudadanos estadounidenses que piensan visitar el Estado de Andhra Pradesh en contra de un «líder religioso local» que ha sido denunciado por dedicarse a «conducta sexual inapropiada» con jóvenes devotos varones. La embajada declara que «la mayoría de las denuncias indican que las víctimas de esas incitaciones han sido devotos varones, incluidos un cierto número de ciudadanos estadounidenses».
El artículo «Intocable» en el sitio The Salon.com, publicado el 25 de julio de 2001, informó que después de que Conny Larsson, un actor sueco de cine denunció los abusos sexuales que Sai Baba había cometido contra él, se cerraron en Suecia la Organización Sai junto con la escuela privada afiliada a ese grupo.
La revista Illustrated Weekly of India declaró que ―a pesar de las acusaciones de abuso sexual y las dudas sobre la divinidad del indio― nadie está poniendo en tela de juicio las obras filantrópicas de la organización Sai Baba.
En 1976 un exdevoto estadounidense, Tal Brooke, escribió el libro Avatar of the night: the hidden side of Sai Baba (‘La encarnación de la noche: el lado oscuro de Sai Baba’). En él se refiere a las actividades sexuales secretas del gurú.
En el año 2004, la BBC ―en su serie «The World Uncovered»― difundió al Reino Unido y al mundo un documental titulado The Secret Swami.
Un tema central del documental fueron las denuncias de abuso sexual de Alaya Rahm contra Sai Baba.
El documental lo entrevistó a él junto con Mark Roche, quien dedicó 25 años de su vida (desde 1969) al movimiento y también denunció los abusos sexuales del gurú.
Un vocero de la BBC declaró ante la revista Asian Voice que el documental ha hecho un gran esfuerzo por ser justo y equilibrado, y que la historia trataba acerca de una crisis, y finalmente de una traición a la confianza.
El 30 de enero de 2002, la empresa nacional de radio y televisión Radio Dinamarca, presentó otro documental, Seduced by Sai Baba (‘seducido por Sai Baba’), presentó entrevistas de acusaciones de abuso sexual.

### Respuestas a las acusaciones
El propio Sathya Sai Baba y sus seguidores rechazaron estas acusaciones, las cuales nunca fueron probadas.
El señor Alaya Rahm presentó una demanda contra Sathya Sai Baba por supuesto acoso sexual ante la Corte Superior de California. Sin embargo, no fue respaldada con pruebas ni testigos, razón por la cual la demanda no prosperó y finalmente decidió retirarla de manera voluntaria.
En algunas oportunidades, Sathya Sai Baba se refirió a las críticas recibidas. Por ejemplo, el 26 de diciembre de 2000, The Times of India, afirmó: “Jesucristo sufrió muchas dificultades y fue crucificado por envidia. Muchos de quienes estaban a su alrededor no pudieron tolerar sus buenas acciones y la gran cantidad de seguidores que reunió. Uno de sus discípulos, Judas Iscariote, lo traicionó. En aquellos días había un solo Judas, pero hoy en día hay miles”.
En diciembre de 2001, Atal Bihari Vajpayee (entonces Primer ministro de la India y devoto de Sathya Sai Baba), P. N. Bhagwati (expresidente de la Corte Suprema de India), Ranganath Misra (Comisionado Nacional de Derechos Humanos y expresidente de la Corte Suprema de India), Najma Heptulla (Presidente de la Unión Interparlamentaria; PNUD Embajador de Desarrollo Humano) y Shivraj Patil (Miembro del Parlamento), firmaron una carta en la cual manifestaron:
“Estamos profundamente dolidos y angustiados por las acusaciones bárbaras, imprudentes y falsas realizadas por ciertos intereses creados y personas en contra de Bhagaván Sri Sathya Sai Baba. Normalmente esperaríamos que los medios de comunicación responsables establecieran la verdad de los hechos, antes de publicar una calumnia de esa naturaleza – especialmente cuando la persona es reverenciada globalmente como una encarnación del amor y el servicio desinteresado a la humanidad”.

## Condolencias tras su muerte
Tras el fallecimiento de Sathya Sai Baba, el primer ministro Indio de aquel entonces, Manmohan Singh, indicó: "Era un líder espiritual que inspiró a millones para llevar una vida moral y coherente, incluso si seguían la religión que querían", y añadió que enseñó "los ideales universales de verdad, buena conducta, paz, amor y no violencia".
Por su parte, el entonces Presidente de la India, A. P. J. Abdul Kalam, escribió: "Admiro a Bhagaván Sathya Sai Baba por su trabajo desinteresado y su contribución al bienestar de las personas al proveer agua potable para la población rural, facilidades de cuidados médicos gratuitos para los pobres del campo y educación gratuita".
El mundialmente respetado líder budista tibetano, dalái lama, manifestó estar triste por su fallecimiento y publicó el siguiente mensaje: «Quisiera transmitir mis condolencias y oraciones a todos los seguidores, devotos y admiradores del desaparecido líder espiritual».
El politólogo e internacionalista Leonardo Carvajal, declarado seguidor del gurú, sintetizó el pensamiento de muchos de sus seguidores así: “Frente al sello distintivo del individualismo y el egoísmo de la sociedad actual, Sai Baba resumió en 10 palabras lo que denominó los Vedas del Siglo XXI: “Ama a todos, sirve a todos. Ayuda siempre, nunca hieras”. Por ello, ante los artículos escritos por quienes ilusoriamente se llaman sus “detractores”, Baba nos hubiera exhortado con ecuanimidad: “Olvida el bien que tú has hecho, olvida el mal que te han hecho”.